# Bernard Degen
Bernard Degen (* 29. März 1952 in Basel) ist ein Schweizer Historiker.

## Leben
Degen besuchte von 1959 bis 1971 die Schulen in Allschwil und Münchenstein. Er studierte ab 1971 Geschichte, Wirtschaftswissenschaften, Soziologie und Philosophie an der Universität Basel und schloss 1978 mit dem Lizenziat ab. Anschliessend absolvierte er ein kurzes Nachdiplomstudium an der Sorbonne.
Bis 1981 war er als wissenschaftlicher Assistent am Historischen Seminar der Universität Basel. Von 1982 bis 1990 war er als freischaffender Historiker und Publizist tätig. 1990 wurde er an der Universität Basel promoviert, bei der er von 1990 bis 1991 erneut als wissenschaftlicher Assistent angestellt war. Er war Mitarbeiter in Nationalfondsprojekten (1986–1987, 1991–1994, 2006–2009) und nahm Lehraufträge an den Universitäten Zürich (1990–1991, 1994–1995, 1996–1997), Basel (1995–1997, 2003–2004, 2010) und Freiburg (2010) wahr. Am Historischen Institut der Universität Bern war Degen von 1996 bis 2003 Oberassistent und von 2003 bis 2007 Dozent. Seit 1992 ist er als wissenschaftlicher Berater beim Historischen Lexikon der Schweiz tätig, für das er auch zahlreiche Artikel verfasst hat.
Degen beschäftigt sich mit der schweizerischen Wirtschafts- und Sozialgeschichte des 20. Jahrhunderts, dabei insbesondere mit den industriellen Beziehungen und der Sozialpolitik.

## Schriften (Auswahl)
- Richtungskämpfe im Schweizerischen Gewerkschaftsbund 1918–1924. Reihe W, Zürich 1980, ISBN 3-85854-010-2 (überarbeitete Lizentiatsarbeit, Universität Basel, 1977/78).
- Das Basel der andern: Geschichte des Basler Gewerkschaftsbewegung. Hrsg. vom Basler Gewerkschaftsbund anlässlich seines 100-jährigen Bestehens. Z-Verlag, Basel 1980, ISBN 3-85990-073-6.
- Krieg dem Kriege! Der Basler Friedenskongress der Sozialistischen Internationale von 1912. Hrsg. von der Sozialdemokratischen Partei Basel-Stadt anlässlich ihres 100jährigen Bestehens. Z-Verlag, Basel 1990, ISBN 3-85990-101-X.
- Abschied vom Klassenkampf: Die partielle Integration der schweizerischen Gewerkschaftsbewegung zwischen Landesstreik und Weltwirtschaftskrise (1918–1929) (= Basler Beiträge zur Geschichtswissenschaft. Bd. 161). Helbing und Lichtenhahn, Basel/Frankfurt am Main 1991, ISBN 3-7190-1153-4 (Dissertation, Universität Basel, 1990).
- Sozialdemokratie: Gegenmacht? Opposition? Bundesratspartei? Die Geschichte der Regierungsbeteiligung der schweizerischen Sozialdemokraten. Orell Füssli, Zürich 1993, ISBN 3-280-02199-5.